# 군사 전략 목록
이 문서는 군사 전략 목록:

## 공격 전략
- 포위[1][2]
  - 공성전
- 전격전
- 역습
- 제공권
  - 비행금지구역
- 공습
  - 전략폭격
    - 융단폭격
- 참수작전[3]
- 섬멸전
- 유격전
- 인해전술
- 돌파
- 습격
- 충격과 공포
- 청년학파

## 방어적인 전략
- 조임목
- 종심방어
- 방어시설 방어적인
- 파비우스 전략
- 군관구
- 초토화
- 철수 (군사)[4]
- 비무장 지대,
- 집단안전보장
- 탄도탄 요격유도탄 조약
- 해군 군축 조약:
  - 워싱턴 해군 군축 조약

## 기타 콘텐츠
- 소모전
- 봉쇄
- 총력전
- 국가 미사일 방어
- 억지이론
- 군사 동맹
- 곤봉정책
- 심리전
- 대리전
- 시 비스 파켐, 파라 벨룸

## 같이 보기
- 군사 전술 목록